# Fujiwara no Yoshimi

Fujiwara no Yoshimi (藤原 良相, 813 – 9 novembre 867) est un noble japonais du début de l'époque de Heian. Il est le cinquième fils du sadaijin Fujiwara no Fuyutsugu des Fujiwara Hokke et l'oncle de l'empereur Montoku. Il atteint le rang de cour 正二位 (shō ni-i) et la position d'udaijin, et reçoit à titre posthume le rang de 正一位 (shō ichi-i). Il est aussi connu sous le nom Nishisanjō-Daijin (西三条大臣).

## Biographie
Étudiant à l'université dans sa jeunesse, il possède une langue bien pendue. En 834, l'empereur Ninmyō l'appelle et le nomme pour qu'il le serve personnellement comme secrétaire privé (六位蔵人) et capitaine de la garde impériale (右兵衛権大尉). Il est régulièrement promu au sein de la hiérarchie de la cour. En 838, il reçoit le rang de 従五位下 (ju go-i no ge), en 840 il est promu major général de la garde (左近衛少将), en 841 従五位上 (ju go-i no jō), en 843 正五位下 (shō go-i no ge) et gouverneur de la province d'Awa, en 844 directeur du kurōdo-dokoro et en 846 従四位下 (ju shi-i no ge) et lieutenant général de la garde (左近衛中将). En 842, il mène 40 hommes dans l'entourage du prince Tsunesada (恒貞親王) dans le conflit de succession appelé incident de Jōwa (承和の変). Enfin, en 848, il rejoint le rang des kugyō avec une promotion au rang de sangi.
En 850, le prince héritier Michiyasu, neveu de Yoshimi, accède au trône du chrysanthème comme empereur Montoku. Yoshimi est promu 正四位下 (shō shi-i no ge) et nommé maître des quartiers du prince héritier (春宮大夫). En 851, il surpasse son frère Nagara, premier à atteindre le rang de sangi avec une promotion au rang de chūnagon, puis à celui de 従三位 (ju san-mi) cette même année. En 854, il est de nouveau promu, cette fois aux rangs de dainagon et général de la garde impériale (右近衛大将). En 857, lorsque son frère Yoshifusa est nommé daijō-daijin, Yoshimi accède à l'ancien titre de udaijin. En 859, il est promu 正二位 (shō ni-i).
En 864, Yoshimi envoie sa fille Tamiko comme jeune mariée à l'empereur Seiwa. Yoshifusa, le frère ainé et plus puissant de Yoshimi, se montre prudent vis-à-vis de sa popularité et de son succès. Lors de la conspiration Ōtenmon de 866, Yoshimi ordonne l'arrestation de Minamoto no Makoto sur la base du témoignage de Tomo no Yoshio mais Yoshifusa proteste de l'innocence de Makoto et empêche l'arrestation. Après cela, Yoshimi perd l'essentiel de son influence politique.
En 867, Yoshimi tombe soudainement malade et meurt le même mois. Le rang de 正一位 (shō ichi-i) lui est accordé à titre posthume. Conformément à sa volonté, son enterrement est simple et son cercueil recouvert d'une seule feuille.

## Personnalité et anecdotes
Selon le Nihon Sandai Jitsuroku, Yoshimi est magnanime et excelle depuis l'enfance. Profondément croyant dans le bouddhisme, sa longue habitude de s'abstenir de viande et de manger une nourriture simple signifie que toute sa vie il reste extrêmement mince.
Le même texte rapporte un certain nombre d'anecdotes sur sa vie, comme suit :
- Une fois, alors que l'empereur Ninmyō a bouilli des médicaments pour en éliminer les impuretés, il ordonne à ses serviteurs de les goûter pour déterminer leurs consistances. Inquiets, personne ne veut s'y essayer, mais Yoshimi prend la tasse et boit tout son contenu. Ninmyō loue Yoshimi pour le respect de son devoir envers son maître.
- Yoshimi étudie les écrits bouddhistes et est familier avec l'école Shingon. Lorsque sa femme meurt alors qu'il a une trentaine d'années, il se plonge dans la prière pour se débarrasser des désirs et ne se remarie jamais[2].

## Légendes
Le Konjaku Monogatarishū contient une histoire dans laquelle le jeune Yoshimi, encore étudiant, défend Ono no Takamura lorsque celui-ci est accusé d'un crime. Plus tard, Yoshimi meurt de maladie et est amené devant Enma en enfer. Cependant, Takamura - qui travaille maintenant dans le palais d'Enma comme serviteur et l'aide dans ses jugements - intervient et Yoshimi est pardonné et rendu à la vie.

## Généalogie
- Père : Fujiwara no Fuyutsugu
- Mère : Fujiwara no Mitsuko (藤原美都子?), fille de Fujiwara no Matsukuri (藤原真作?)
- Épouse : fille de Ōe no Otoe (大江乙枝?)
  - Fils ainé : Fujiwara no Tokitsura (藤原常行?, 836–875)
  - Fils : Fujiwara no Yukikata (藤原行方?)
  - Fils : Fujiwara no Tadakata (藤原忠方?)
- Autres enfants :
  - Fils : Fujiwara no Naokata (藤原直方?)
  - Fille ainée : 藤原多賀幾子 (?–858?), dame de cour de l'empereur Montoku
  - Fille : Fujiwara no Tamiko (藤原多美子?, ?–886), dame de cour de l'empereur Seiwa
  - Fille : épouse de Mimatsu no Toshiyuki (三松俊行?)

Bien que Yoshimi a beaucoup d'enfants, son fils aîné Tokitsura meurt jeune après avoir avancé au rang de dainagon et aucun de ses autres descendants n'est capable d'atteindre le niveau de kugyō. Cependant, l'entrée de décès de Yoshimi dans le Nihon Sandai Jitsuroku fait l'éloge du talent et de la conduite de Tadakata et Naokata, et surtout la capacité de Tadakata avec l'écriture des clercs. Yoshifusa et Nagara, les frères de Yoshimi, marient leurs filles aux empereurs Montoku et Seiwa et sont donc en mesure de devenir les grands-pères des empereurs nés de ces mariages, mais tandis que Yoshimi marie ses filles de la même façon, aucune d'entre elles ne donne d'enfants à l'empereur.

## Source de la traduction
- (en) Cet article est partiellement ou en totalité issu de l’article de Wikipédia en anglais intitulé « Fujiwara no Yoshimi » (voir la liste des auteurs).